# Bruno Taut
Bruno Taut (Königsberg, 4 maggio 1880 – Istanbul, 24 dicembre 1938) è stato un architetto e urbanista tedesco.

## Biografia
Bruno Taut nacque il 4 maggio 1880 a Königsberg, città a quel tempo appartenente al regno di Prussia, da una famiglia non particolarmente prospera dal punto di vista economico: il padre, pur essendo particolarmente facoltoso, era particolarmente impacciato negli affari, facendo così erodere con questa sua condotta finanziaria il patrimonio della famiglia (lo stesso Bruno, a causa di queste ristrettezze economiche, fu costretto a impartire lezioni private per mantenersi agli studi ginnasiali). Al collegio, in ogni caso, Taut maturò una sincera passione per l'architettura, nonché per la matematica - disciplina che, con il suo rigore, era in grado di forgiare la forma mentis indispensabile per un buon architetto - e la filosofia (pur prendendo altre strade Taut fu debitore sin nella piena maturità allo spirito umanista di Immanuel Kant, la cui tomba giaceva a poca distanza dal suo collegio).
Terminati gli studi secondari nel 1897 il giovane Bruno si iscrisse alla Baugewerkschule: egli, tuttavia, ripudiava non poco l'impostazione eccessivamente formale e teoretica fornita in questo istituto di edilizia e pertanto iniziò sin da subito a impiegarsi come tirocinante presso varie imprese edili e architettoniche presso Amburgo e Wiesbaden, rivelando un insospettato talento. Nel 1900 giunse nello studio di Bruno Möhring, architetto particolarmente apprezzato all'epoca grazie al quale Taut familiarizzò con gli stilemi dello Jugendstil ed entrò in contatto nel cosiddetto «circolo di Chorin»: fra gli adepti a questo cenacolo di aspiranti architetti, scrittori e pittori vi erano Adolf Behne, Karl Bonatz, Franz Mutzenbecher, Max Beckmann e, soprattutto, Theodor Fischer. Fischer era un architetto con cui Taut stabilì un'immediata intesa: fu proprio sotto l'ala protettiva dell'«insigne Maestro Theodor Fischer», infatti, che Taut acquistò maggiore autonomia sotto il profilo progettuale, curando la decorazione esterna della chiesa di Unterriexingen, nel Württemberg.
Nel frattempo Taut si guadagnava faticosamente da vivere grazie ad alcuni piccoli incarichi provenienti da Fischer, essendo fermo nel proposito di non volersi segnalare partecipando ai concorsi (dove si disconosceva il valore intrinseco del progetto, che veniva spesso valutato in relazione a quanto era intrigante la veste grafica di presentazione). Ciò malgrado egli in questo modo tracciò i binari della sua ascesa professionale, stimolata dall'incarico di ricostruire ex novo della sala delle turbine del laminatoio Harkort a Wetter, nella regione della Ruhr, e dal solido sodalizio professionale e umano intrattenuto con Franz Hoffmann. Istigato dalla degradante decadenza dell'edilizia precedente, inquinata dalle funeste conseguenze del piano Hobrecht, Taut in questi anni maturò una sicura poetica architettonica e iniziò a svolgere la propria attività in una prospettiva di impegno sociale: a ciò si deve la peculiare fisionomia del Padiglione di Vetro, eretto nel 1914 in occasione dell'Esposizione del Deutscher Werkbund di Colonia, l'adesione in qualità di consulente alla Deutschen Gartenstadt-Gesellschaft [Associazione tedesca per le città giardino] e la redazione nel 1914 di un articolo sul Sozialistische Monatshefte dove spiegava chiaramente che un architetto per dirsi tale doveva essere engagé e impegnarsi a favore dei diritti del popolo.

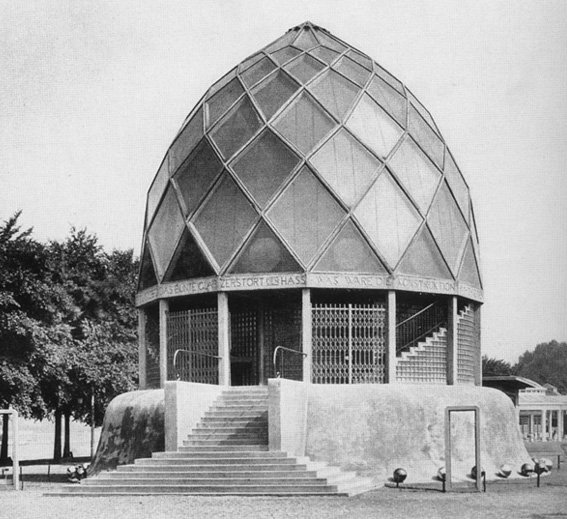
L'esterno del padiglione di Vetro di Colonia (1914)

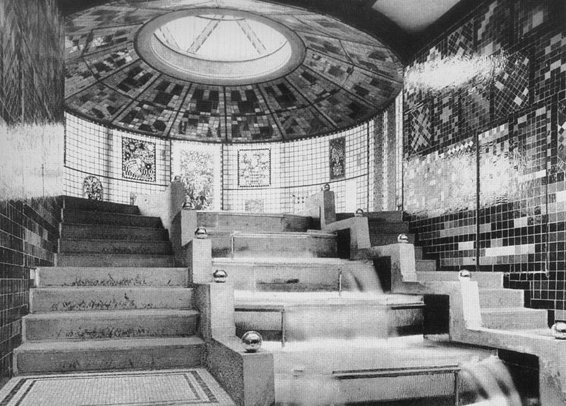
Interno del padiglione di Vetro

Questa sua visione venne corroborata dai luttuosi eventi connessi alla prima guerra mondiale, scoppiata nel 1914. Il conflitto, oltre a far naufragare molte amicizie - con Behne, aperto sostenitore della guerra, si accese un'aspra disputa, mentre Scheerbart perì nel 1915, sentitamente prostrato dalla tragedia bellica che era piombata sull'Europa - corroborò il carattere sociale della poetica di Taut, del tutto ostile al militarismo e desideroso di produrre un'architettura che stimolasse una nuova comunità umana più pacifica, armonica e giusta. Fu per questo motivo che nel 1920 fondò la rivista Frühlicht, dove ebbe agio di esprimere in maniera testuale le sue idee, e che avviò poi con i suoi amici e collaboratori più intimi un serrato scambio epistolare, passato alla storia con il nome di Die Gläserne Kette [Catena di vetro] e finalizzato a stimolare uno scambio di idee creativo e fruttuoso. Questo suo impegno sociale nel campo delle costruzioni gli fruttò nel 1921 la nomina ad assessore dell'edilizia presso Magdeburgo: fu questa l'occasione per l'architetto per concretizzare i suoi sforzi progettuali in un'architettura tangibile, in grado di erogare comfort e felicità a un popolo oppresso da anni miseri e terribili: grazie all'assessorato di Taut, in effetti, Magdeburgo poté beneficiare di un rinnovato clima sociale e di una vitale modernizzazione edilizia, operata mediante un sapiente uso del colore, sfruttato in tutte le sue coloriture pedagogiche, assurgendo così a uno dei centri architettonici più ferventi dell'intera Germania. Alla fine la presenza tautiana a Magdeburgo durò solo quattro anni, tanto che l'architetto si congedò dall'incarico di comune accordo nel 1924: fu per Taut, comunque, un'inestimabile occasione per dare un impulso più che decisivo alla propria attività progettuale, che da tale anno si fece più fervida che mai. Divenuto un pioniere dell'architettura abitativa, Taut in questo decennio realizzò grandiosi insediamenti residenziali consacrati al popolo e ai suoi bisogni: furono edifici che contribuirono sensibilmente ad accrescere la sua notorietà a livello globale, come la Hufeisensiedlung [Insediamento a ferro di cavallo] di Britz, la Wohnstadt [Città residenziale] di Prenzlauer Berg e altri complessi edilizi plasmati secondo parametri costruttivi decisamente moderni, magistralmente espressi in pubblicazioni come Die neue Baukunst [La nuova architettura] e Bauen. Der neue Wohnbau [Costruire. La nuova edilizia abitativa]. A coronare quest'intensissima attività progettuale e pubblicistica vi furono la nomina a professore al politecnico di Charlottenburg (1930), carica con la quale egli poté diffondere in ambito accademico il suo pensiero sull'edilizia residenziale, e l'adesione nel 1930 alla Preussischen Akademie der Kunste [Accademia prussiana delle arti], istituto tradizionalmente eclettista ma che in quei tempi accoglieva con fervore i nuovi fermenti architettonici stimolati da maestri moderni come Erich Mendelsohn e Mies van der Rohe, e all'American Institute of Architects.
Questa sfolgorante successione di successi era tuttavia destinata ad avere un termine. La feroce crisi economica del 1929, contestualmente alla tragica ascesa al potere del nazionalsocialismo, frenarono l'attività edilizia tedesca e intaccarono l'ottimismo, nonché il benessere, del popolo tedesco: vedendo ormai i «sette anni grassi» - come egli stesso usava definirli - definitivamente tramontati Taut decise di trasferirsi nel 1932 in Unione Sovietica, fiducioso che in tale paese potesse continuare a dedicarsi all'architettura così come l'aveva tradizionalmente concepita. A Mosca Taut fornì vari progetti, pareri tecnici, pubblicazioni, proposte relative alla pianificazione urbanistica: egli, tuttavia, vide frustrate le sue speranze di inserire le sue concezioni architettoniche nell'edilizia sovietica, ancora in fase embrionale, a causa delle severe difficoltà incontrate da quell'enorme paese, ancora tutto sommato agricolo, nel riconvertirsi in una grande potenza industriale. Con il consolidamento del potere hitleriano in Germania la presenza di Taut a Mosca venne vista con sfavore persino crescente. Fu per questo motivo che l'architetto, profondamente amareggiato, alla fine del febbraio del 1933 fece ritorno a Berlino, dove fu accolto da una vera e propria catastrofe esistenziale: ormai considerato dopo i luttuosi trascorsi dell'incendio del Reichstag un «dirigente culturale bolscevico» nemico del regime e passabile di incarceramento, Taut si ritrovò costretto a lasciare a Berlino tutti i suoi archivi e documenti, poi distrutti dal fuoco della seconda guerra mondiale, per fuggire a Stoccarda prima e in Svizzera poi. La Germania ormai lo aveva completamente rinnegato: la radiazione dall'Akademie der Künste e la rimozione della cattedra universitaria sono solo alcuni degli episodi che attestano la feroce ostilità che affliggeva Taut sul suolo teutonico.

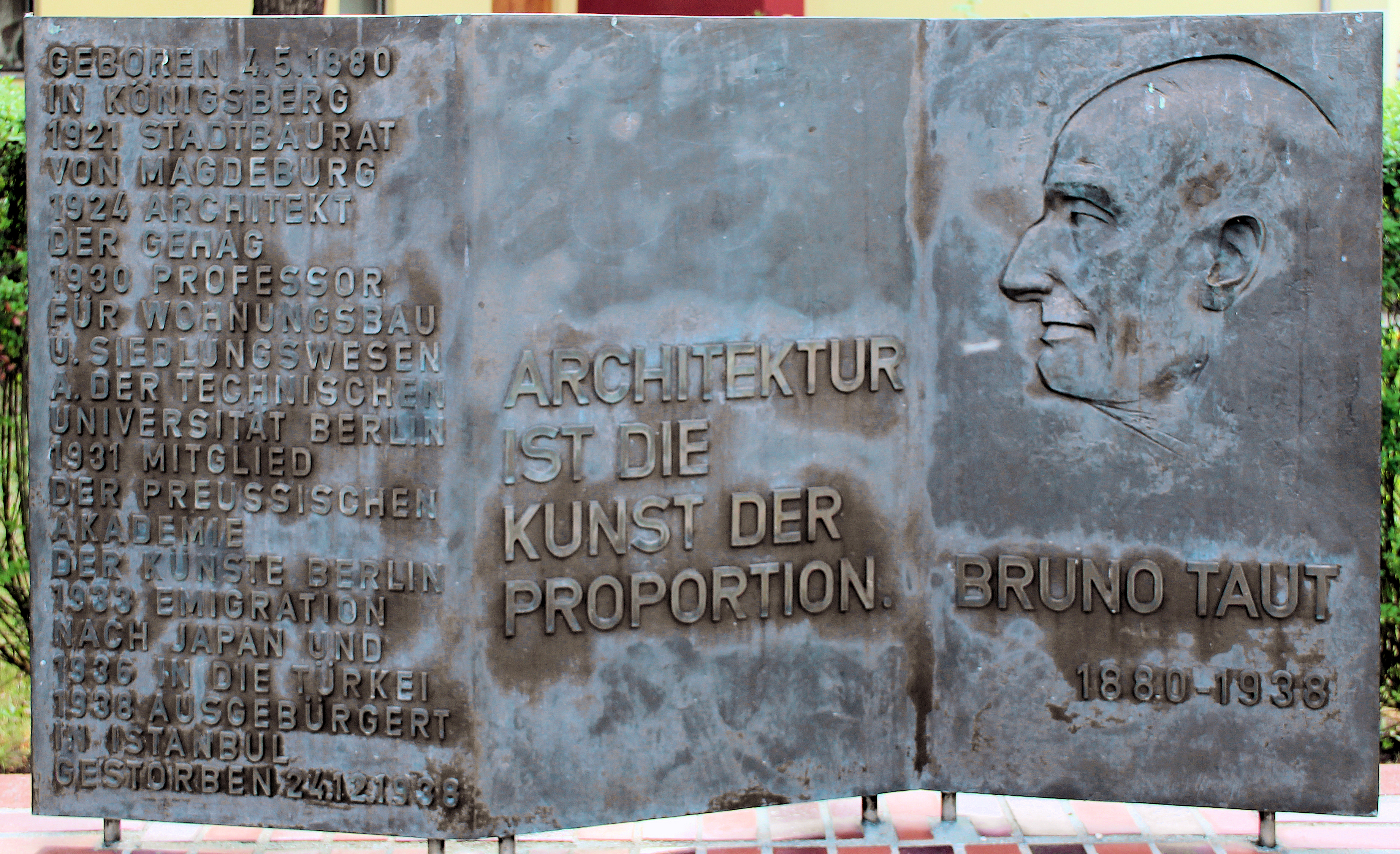
Lapide commemorativa dedicata a Bruno Taut e alle sue opere ubicata al n. 131 di Riemeisterstraße, Zehlendorf, Berlino

La parabola esistenziale e professionale di Taut si concluse in due paesi: il Giappone e la Turchia. Nel paese del Sol Levante Taut ebbe l'opportunità di riprendersi dopo il traumatico ritorno in Germania: egli, d'altronde, nutriva una fervente ammirazione per la cultura nipponica, lodevole per «le leggi più semplici della bellezza e le proporzioni chiare delle forme», tanto che declinò persino la proposta di trasferirsi negli Stati Uniti. «Colore! Verde! Come! Mai visto. Acque iridescenti, nuovo mondo ... Che incanto! Che lindore! Che lindore!» furono le sue parole quando arrivò finalmente in Giappone. Egli, tuttavia, continuava a rimanere tutto sommato un emigrante in fuga dalla Germania, e perciò dovette fare i conti con una sostanziale inazione progettuale - le sue rivendicazioni architettoniche non trovavano infatti terreno fertile in Giappone - nonché con notevoli difficoltà economiche (per le quali persino l'acquisto di beni di prima necessità, come l'olio, era problematico) e con una salute ormai sempre più cagionevole. Nel 1936, infine, Taut si trasferì in Turchia, paese che era solcato da vivaci ferventi rivoluzionari grazie all'azione di governo di Kemal Atatürk, meritevole di aver abbattuto il precedente sultanato ottomano e di aver creato una nuova nazione repubblicana, da modernizzare anche grazie a importanti contributi architettonici. Furono anni conclusivi, ma assai intensi: Taut, infatti, divenne professore di architettura nell'Accademia di Belle Arti di Istanbul e stese ben ventiquattro progetti, soprattutto relativi all'edilizia scolastica, grazie ai quali ritornò ad essere «nuovamente architetto al cento per cento». La Turchia, ben lieta di recepire tali istanze di modernizzazione, seppe onorare l'esule Taut con una mostra di tutta la sua oeuvre organizzata dall'Accademia delle Arti: l'architetto, tuttavia, era logorato non solo dalle atroci condizioni climatiche, con importanti conseguenze sulla sua salute, bensì anche da una Germania sempre più belligerante, rea di tragedie come il bombardamento di Guernica a causa delle quali l'architetto stava persino pensando di rinunciare alla cittadinanza tedesca. Gli rimanevano, tuttavia, pochi giorni da vivere: Bruno Taut, infatti, morì improvvisamente il 24 dicembre 1938 a Istanbul, alla vigilia di Natale, a causa di un'asma che lo tormentava da anni. Grato dell'intervento architettonico tautiano, il popolo turco seppellì la sua salma nel cimitero Edirne Kapi, unico europeo in quel luogo.

## Stile

### Premesse
Quando Bruno Taut, ancora studente, si affacciava sul mondo dell'architettura in Europa si era ormai capillarmente diffuso lo stile Art Nouveau, caratterizzato da teneri motivi ornamentali di ascendenza fitomorfa e da un raffinato linearismo animato dalla totale predominanza di curve e spirali. L'Art Nouveau, affermatosi soprattutto nell'architettura e nell'arredamento e divenuto in breve lo stile prediletto dalla rampante borghesia industriale dell'epoca, era significativamente rappresentato da Henry Van de Velde, Victor Horta ma anche da Otto Eckmann e Bruno Möhring, maestro del Taut profondamente influenzato dagli stilemi di Otto Wagner.
Ben presto, tuttavia, Taut - pur subendo inizialmente l'influenza dello stile Art Nouveau filtrato dal Möhring - si accorse come tale esperienza artistica, degradata ormai a una mera moda ornamentale, non aiutasse l'uomo a ritrovare uno stato di armonia con sé stesso e con la Natura e che, anzi, non faceva altro che diventare progressivamente un simbolo di una società moderna svuotata. Agli antipodi dell'Art Nouveau, secondo il giudizio di Taut, si poneva l'arte giapponese, la quale traduceva il mondo naturale in ampie campiture omogenee di colore, non inquinate dal chiaroscuro o da sfumature bensì animate da tagli obliqui e da scorci prospettici disassati. La semplicità, l'eleganza, la dimessa bellezza dell'estetica nipponica lasciarono in effetti un'impronta profonda nella fantasia di Taut, che decise di votarsi alla costruzione di edifici semplici, razionali ed esteticamente compiuti che, ponendosi poeticamente in contatto con la Natura circostante, potessero stimolare e arricchire i fruitori, i quali - lontani dagli eccessi di un Horta o di un Van de Velde, stravolti da propositi rappresentativi troppo gridati - avrebbero finalmente avuto l'occasione di trovare sé stessi in forme architettoniche effettive e naturali. Il giovane Taut avallò la validità di questa sua riflessione confrontandosi con Le pietre di Venezia di John Ruskin, testo dal quale desunse la seguente citazione: 
(John Ruskin)

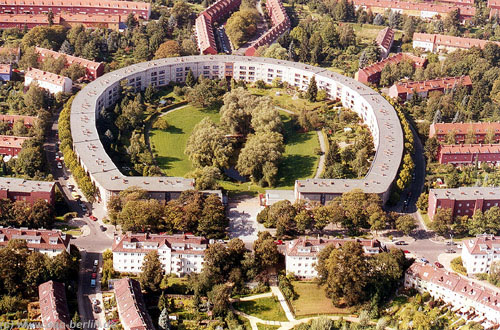
La Hufeisensiedlung vista dall'alto

Oltre al netto rifiuto del liberty sono molti i fattori che concorrono alla formazione definitiva della poetica architettonica di Bruno Taut. Tra i più significativi occorre menzionare gli orribili massacri perpetrati durante la prima guerra mondiale, dai quali Taut fu indotto ad assumere posizioni pacifiste e a criticare duramente lo «spirito capitalistico» che tutto disgrega, ma anche le crescenti tensioni sociali, dovute a una classe operaia divenuta finalmente consapevole dei propri diritti, e la lettura dei testi del Friedrich Nietzsche («Negli ultimi tre mesi ho letto Zarathustra di Nietzsche: è un libro di un'importante, enorme forza vitale» disse al fratello), filosofo che esortava a «essere qualcosa di nuovo, a significare qualcosa di nuovo, a rappresentare nuovi valori», auspicandosi una radicale rigenerazione sociale e politica.

### Un'architettura sociale
Da queste premesse Taut arriva a definire il principale destinatario dell'architettura. Secondo il giudizio di Taut l'architettura del passato preferiva rivolgersi agli opulenti salotti aristocratici e altoborghesi, relegando le masse a edifici sovraffollati, inospitali, lontani dalla Natura e dominati dalla logica del massimo sfruttamento economico (basti pensare alle Mietkasernen di James Hobrecht, aspramente condannate da Taut che in Die Auflösung der Städte lanciò il suo grido disperato: «Abbattete le malvagità costruite! Le case di pietra rendono i cuori di pietra»). Alla sterilità degli orpelli dell'epoca guglielmina e alla tradizionale edilizia borghese Taut oppose forme architettoniche assolutamente permeate dal «pensiero sociale», comode, progressiste, in grado di «soddisfare le semplici esigenze in modo chiaro e aperto e parlare al sentimento con questi soli mezzi, senza particolari giochi architettonici» e di essere comprensibili anche a persone semplici, come le masse operaie. «L'architettura esiste solo quando è determinata da un'azione»: con questa frase Taut ritiene definitivamente superate le esperienze architettoniche del passato, le quali non partendo ex novo da presupposti sociali risultavano essere scorrette e non funzionali: riponendo in modo totale le proprie speranze nella forza della classe operaia ed esaltandone con fervore i tormenti e le lotte Taut aspirava sublimemente a produrre un'edilizia in grado di esprimere i nuovi valori sociali e di assumere anche precisi connotati didattici, con l'architetto che oltre al suo ruolo più tradizionale diveniva anche un educatore del popolo e il fautore di una nuova società più giusta e armonica.

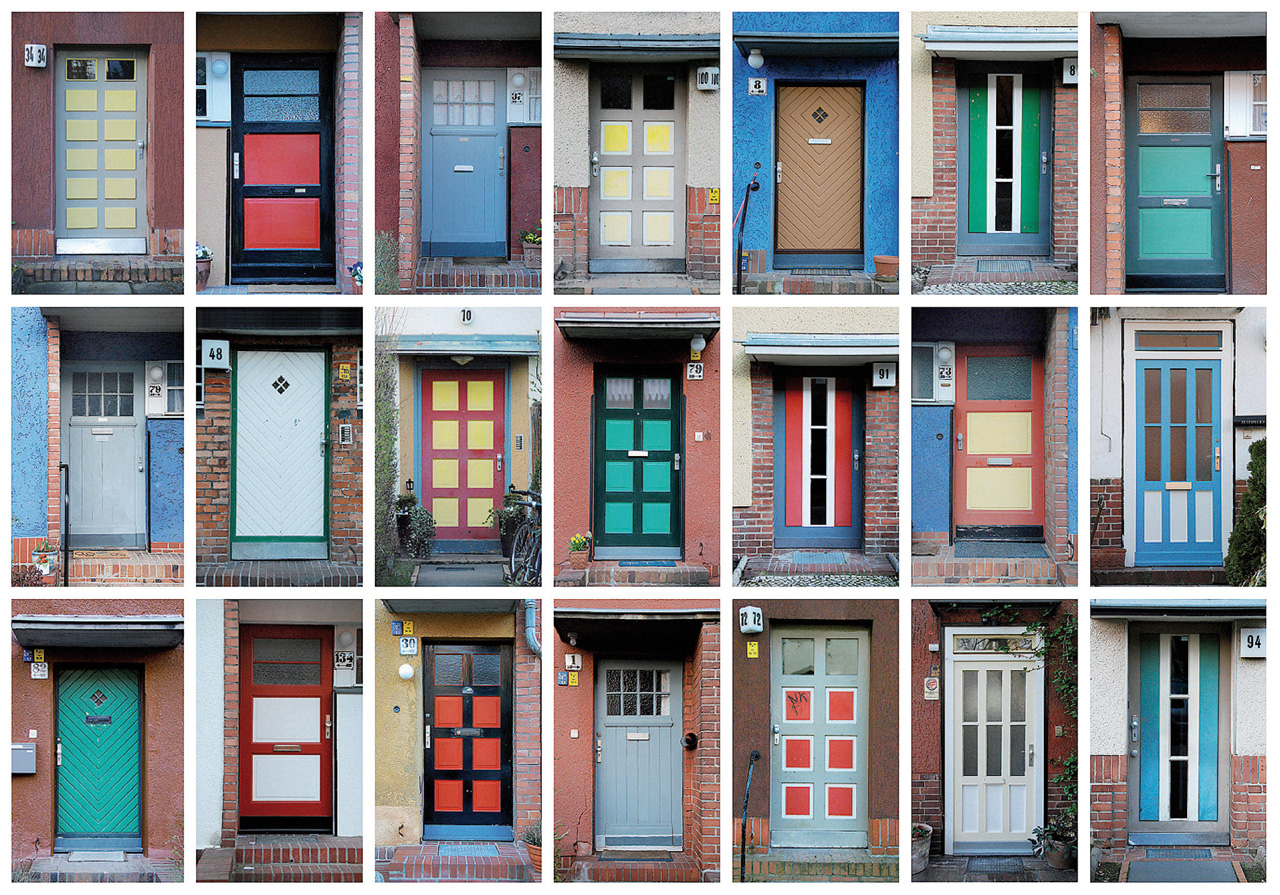
Sperimentazioni cromatiche nelle porte della Hufeisensiedlung di Berlino

La summenzionata riflessione di Taut, giudicata da taluni decisamente utopistica, trova concretamente espressione nelle sue realizzazioni architettoniche degli anni venti. In questa nuova stagione creativa Taut, abbandonati i propositi di voler educare mediante l'architettura, si fece cantore di una modernità edilizia oggettiva e, tenendo sempre a mente le masse operaie, si orientò verso la progettazione di forme dell'abitare quotidiano più sicure e confortevoli. Alla decrepita edilizia promossa dalla borghesia per il popolo, «grigi porcili» del tutto disadorni e tristi, e alle ferree prescrizioni di Ruskin, per il quale i colori di un'architettura dovevano essere determinati dai suoi materiali costruttivi, Taut oppose una spiccata sensibilità cromatica: con le Siedlungen, infatti, Taut, intuendo le potenzialità degli «incomparabili valori» cromatici «mise il colore al servizio dell'architettura» (a parlare è Adolf Behne) ravvisandovi lo strumento per riavvicinare, dopo gli anni grigi e opprimenti della guerra, l'architettura al popolo. Fu così che Taut diede vita a un'architettura non più tradizionale, opaca, bensì riccamente policroma, animata da freschezza impulsiva, netta, in grado di captare e riverberare la luce in maniera funzionale al benessere delle masse, finalmente non più sottoposte ad una tirannica alienazione (nel senso marxiano del termine) bensì stimolate da un gaio desiderio creativo. Di seguito si riporta una citazione dello stesso Taut:
(Bruno Taut)

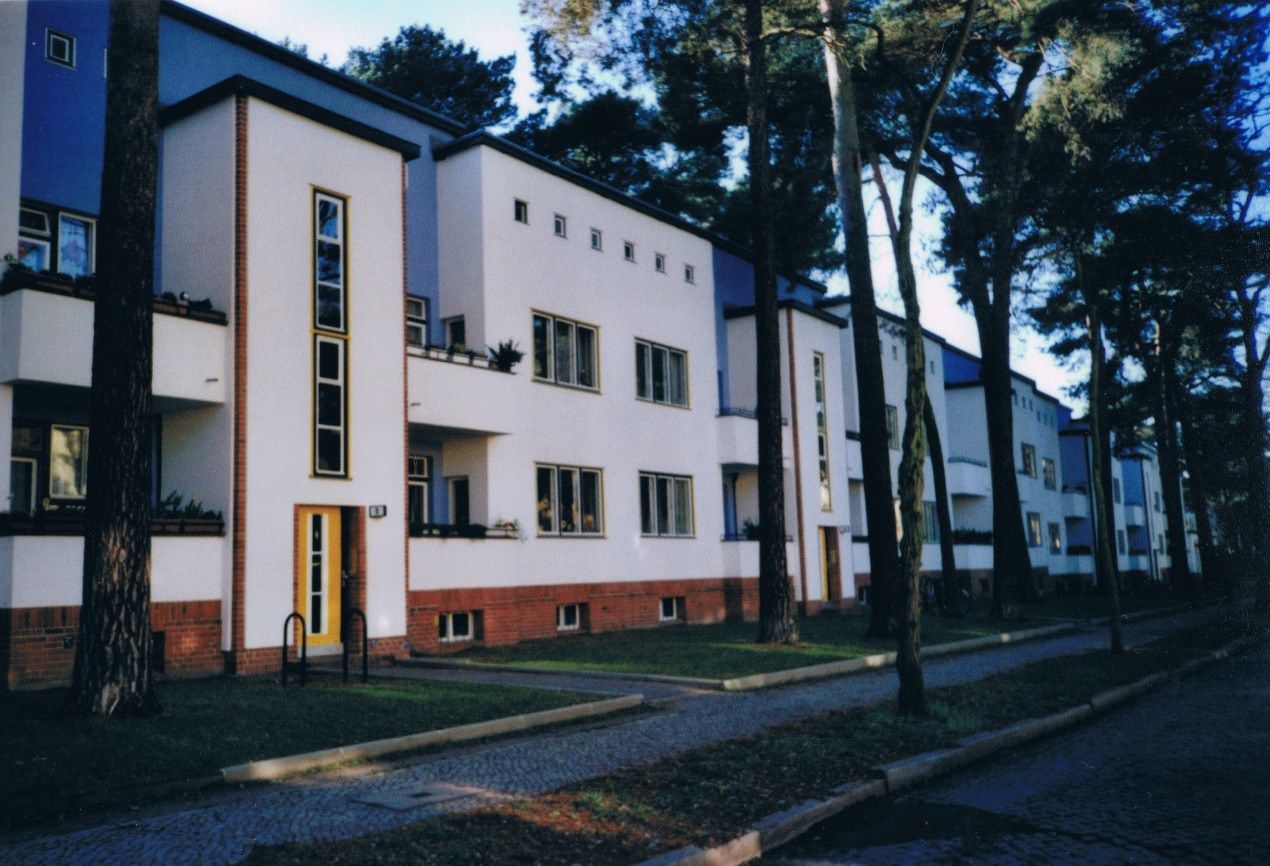
Onkel-Toms-Hütte, Wilskistrasse, Berlino

Dei giochi cromatici di Taut oggi non rimangono che pallide testimonianze, a causa dell'inadeguatezza dei processi di tinteggiatura dell'epoca. A questa distribuzione dei colori, divenuta con il tempo sempre meno spensierata e sempre più funzionale ad un'opportuna esaltazione dei valori architettonici, Taut accompagnò una serrata critica delle consuetudini abitative dominanti in Europa e, come di consuetudine, si ispirò al Giappone, nazione dagli ambienti domestici semplici e funzionali: era opinione dell'architetto che bisognava tendere alla «massima semplicità dell'ambiente: l'abolizione delle tende alle finestre, dei quadri e quadretti, dei motti alle pareti, dei mobili inutilmente sovraccarichi di figure, fregi e intarsi e dei ninnoli superflui in favore di lampade semplici, di tavoli senza tovaglie». Questa «nuova concezione del modo di vivere la casa» osteggiava tutti quegli ambienti pretenziosi e inutilmente sovraccarichi di oggetti superflui, tradizionali appannaggi degli aristocratici, bensì prevedeva la formazione di unità abitative razionali, parsimoniose nell'arredamento dove «ciascun locale doveva avere una forma semplice e mostrarla chiaramente» (Junghanns) e, pertanto, pienamente compatibili con un'auspicata socializzazione dell'edilizia. Grazie anche all'intervento di «piacevoli effetti plastici, con piccole interruzioni ottiche e variazioni» Taut - soprattutto nelle Siedlung, si pensi alla celebre Hufeisensiedlung di Britz - riesce a formare spazi per la quotidianità privi di quella «gelida austerità abitativa» tipica di altri maestri del Modernismo, bensì «limpidi e colorati»: «non sono un'architettura facile destinata ad attrarre le simpatie dei sentimentali, [ma] splendono ancor oggi nella loro modernità discreta, una modernità che fa appello ai sensi» (Kristiana Hartmann).

## Edifici significativi
Di seguito si riporta un elenco sommario degli edifici più significativi realizzati da Taut:
- 1912, Padiglione della Deutschen Stahlwerksverband, Lipsia (distrutta);
- 1913-15, Gartenstadt Falkenberg a Berlino-Bohnsdorf (con Heinrich Tessenow);
- 1914, Glaspavillon al Werkbund di Colonia (distrutta);
- 1924-30, complesso residenziale "Schillerpark" a Berlino-Wedding;
- 1925-27, Hufeisensiedlung ("quartiere ferro di cavallo"), Berlino-Britz (con Martin Wagner, così chiamata per la forma della grande piazza centrale);
- 1926-27, Casa Taut a Dahlewitz;
- 1926-32, Quartiere "Onkel-Toms-Hütte", Berlino-Zehlendorf (con Hugo Häring e Otto Rudolf Salvisberg);
- 1927 Abitazione al quartiere Weissenhof di Stoccarda (distrutta);
- 1927-28, Complesso residenziale in Grellstraße, Berlino-Prenzlauer Berg;
- 1929-30, Complesso residenziale "Carl Legien", Berlino-Prenzlauer Berg;
- 1929-1931, case nel complesso residenziale "Friedrich Ebert", Berlino-Wedding
- 1937-1938, Ankara Atatürk Lisesi (in collaborazione con Franz Hillinger).